# Aytoniaceae
Die Aytoniaceae sind eine Familie von Lebermoosen aus der Ordnung der Marchantiales mit zirka 85 Arten.

## Merkmale
Der Thallus ist gabelig geteilt oder bildet Ventralsprosse. Im mehrschichtigen Assimilationsgewebe befinden sich Luftkammern, diese sind durch chlorophyllhaltige Zellwände unterteilt; fadenförmige Zellsprossungen fehlen. Die Atemöffnungen sind mehr oder weniger emporgehoben und bestehen aus zwei (selten nur ein) bis sechs Ringen mit je 5 bis 8 oder selten 10 Zellen. An der Unterseite des Thallus befinden sich halbmondförmige bis dreieckig-eiförmige, meist purpurne Bauchschuppen.
Die Arten sind meist monözisch, seltener diözisch. Antheridien sind scheibenförmig und sitzen auf der Oberseite (Dorsalseite) des Thallus. Die Archegonienstände sind auf Trägern emporgehoben, die an der Thallusspitze oder der Thallusoberseite entspringen. Sie sind köpfchenförmig und tragen an ihrer Unterseite die kugeligen Sporenkapseln. Bei der Sporenreife wird der obere Teil der Kapsel abgeworfen oder zerfällt unregelmäßig. Sporen sind 35 bis 120 Mikrometer groß.
Die Thalli sind oft an Trockenheit angepasst. Die Familie ist besonders in Gebieten mit Mittelmeerklima beheimatet. Einige Arten der Gattungen Asterella und Mannia kommen in alpinen und arktischen Regionen vor.

## Systematik
Zur Familie Aytoniaceae werden weltweit 6 Gattungen mit zirka 85 Arten gezählt:
- Asterella
- Cryptomitrium
- Mannia
- Plagiochasma
- Reboulia

- Halbkugeliges Reboulmoos (Reboulia hemisphaerica)

- Unterfamilie Calasterelloideae[2]

- Calasterella

- Calasterella californica

Mit Ausnahme von Cryptomitrium und Calasterella sind alle Gattungen mit einer bis einigen Arten in Mitteleuropa vertreten.